# C17H26N2O3
化学式C17H26N2O3（摩尔质量：306.4 g/mol）可能指：
- 索喹洛尔，CAS号：61563-18-6
- 罗沙替丁，CAS号：78273-80-0

|  | 这个同类索引页列出了具有相同分子式的化学物（即同分異構體）条目。 除非您是有意链接至本页，否则应将相应条目的内部链接指向正确的条目。 |